# Shikyō

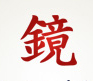
Le kanji pour « miroir ».

Le Shikyō (四鏡, littéralement « Quatre miroirs ») est un terme collectif pour quatre œuvres majeures de récits historiques japonais (歴史物語, les rekishi monogatari) de la fin de l'époque de Heian jusqu'au début de l'époque de Muromachi. Parmi les ouvrages désignés kagami-mono (鏡物) se trouvent l'Ōkagami (大鏡, Grand miroir), l'Imakagami (今鏡, Miroir d'à présent), le Mizukagami (水鏡, Miroir d'eau) et le Masukagami (増鏡, Clair miroir).
De la même façon que dans le Moyen Âge européen où de nombreuses œuvres avec un « miroir » amènent une description en latin du miroir dans le titre, le miroir se retrouve dans la littérature japonaise. Mais contrairement à l'Europe où le miroir symbolise la connaissance de soi et la sagesse, dans les œuvres japonaises il reflète plutôt la situation historique du Japon ancien. L'importance du miroir au Japon est également évidente du fait qu'il appartient aux trois insignes impériaux en tant que « Saint miroir » (八咫の鏡, Yata no kagami).
Caractéristique structurelle des quatre récits, les événements historiques sont présentés sous une forme littéraire confiée à un narrateur comme une conversation entre deux interlocuteurs âgés. Comme d'autres rekishi monogatari, ils sont écrits avec un syllabaire mêlant katakanas et kanjis. La séquence décrite ci-dessus correspond à l'ordre de leur création. Compte tenu des périodes qui font l'objet des quatre œuvres, le Mizukagami doit précéder les trois autres selon l'ordre suivant : Mizukagami, Ōkagami, Imakagami et Masukagami. En particulier, l'Ōkagami est explicitement désigné comme Histoire de la succession des générations (yotsugi), et le Masukagami comme Histoire continue de la succession des générations (zoku yotsugi).
Entre l'Imakagami et le Masukagami manquent les événements historiques de l'époque des deux tennō Takakura et Antoku, qui perd la vie à la bataille de Dan-no-ura. Ces événements sont représentés sur les deux emaki (rouleaux) d'Iyayotsugi (弥世継) qui n'appartiennent cependant pas aux « quatre miroirs ».